# Zhu Lin
Zhu Lin (n. 28 ianuarie 1994, Wuxi, Republica Populară Chineză) este o jucătoare chineză de tenis. La 18 septembrie 2023, Zhu a atins cel mai bun clasament de simplu din carieră, locul 31 mondial, în timp ce în octombrie 2023, a atins cel mai bun clasament WTA de dublu, locul 80 mondial. Ea a câștigat Jiangxi Open 2019 la dublu. A câștigat un titlu de simplu și un titlu de dublu la turneele WTA 125, precum și 15 titluri de simplu și șase titluri de dublu pe Circuitul ITF.
Jucând pentru echipa Chinei de Billie Jean King Cup, Zhu are un record de victorii-înfrângeri de 7–4.